# Varuboden-Osla
Varuboden-Osla Handelslag är ett finländskt handelslag inom S-gruppen med säte i Kyrkslätt.
Varuboden-Osla bildades 2011 då Varuboden och det i östra Nyland verksamma Osla handelslag fusionerades. Genom fusionen sammanfördes två handelslagsnätverk, som tillsammans sträcker sig från Åland i väster till Lovisa i öster med omkring 60 verksamhetsställen och omkring 1 200 anställda (2011). Varuboden-Osla har även kontor i Borgå.